# Jacques Henri Désiré Petetin
Jacques Henri Désiré Petetin, né en 1744 à Lons-le-Saunier dans le Jura et mort le 27 février 1808 à Lyon, est un médecin français, membre de l’Académie des sciences, belles-lettres et arts de Lyon.

## Biographie
Jacques Henri Désiré Petetin étudie au collège de Lons, puis au séminaire Saint-Irénée à Lyon. A quinze ans, il est envoyé à Besançon où il étudie la théologie. Là-bas, il s’oriente vers la médecine. Il termine ses études à Montpellier où il est reçu docteur. 
Il est médecin à Tournus en Saône-et-Loire, de 1766 à 1774. Il exerce ensuite à Lyon où il est agrégé de médecine au collège des médecins de Lyon. Il est nommé médecin inspecteur de la 7e division militaire à Besançon après le siège de la ville de Lyon en 1793. Il revient ensuite à Lyon.
En 1802, Jacques-Henri Petetin publie une théorie sur le mécanisme de l’électricité. En 1803, il prouve par sa théorie sur le galvanisme l'identité des fluides galvaniques et électriques. 
Il meurt à Lyon le 27 février 1808.

### Sociétés Savantes
Jacques-Henri Désiré Petetin est élu membre de l’Académie des sciences, belles-lettres et arts de Lyon en 1800. Il en est le président en 1806. Dans ses interventions à l’Académie il se concentre, entre autres, sur l’utilisation de l’électricité pour le traitement de certaines maladies.

## Publications
- Observations sur l’établissement d’un cimetière général hors de la ville de Lyon, Lyon : Aimé de la Roche, 1776.
- CR sur les hôpitaux militaires établis à Besançon, par les citoyens Tissot et Petetin, Besançon : De Briot, an II, 21 p.
- Recette pour guérir toutes les maladies, donnée par un médecin philanthrope, pièce de vers insérée dans le Journal de Lyon et du Midi, n° 41, 21 ventôse an X.
- Électricité animale prouvée par la découverte des phénomènes physiques et moraux de la Catalepsie hystérique, et de ses variétés ; et par les bons effets de l’électricité artificielle dans le traitement de ces maladies, Lyon : Bruyset aîné et Buyrand, 1805[4].